# مسلة مانيشتوشو

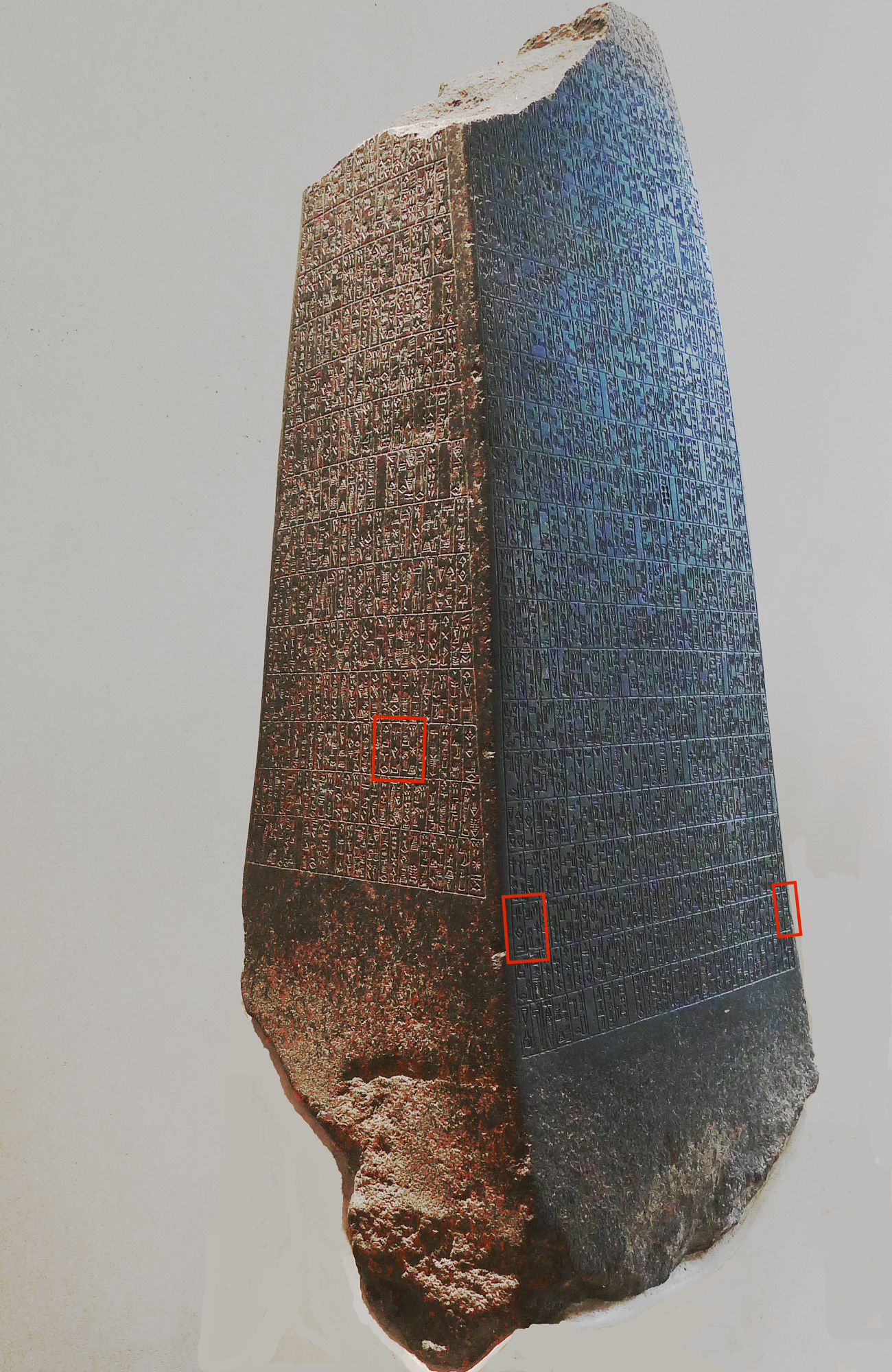
مسلة مانيشتوشو، متحف اللوفر.

مسلة مانيشتوشو، تُعد أحد الفولاذ ذات الأوجه الأربعة، وهو فولاذ على شكل صلب، كما انها تضيق بصعودها إلى القمه الضارة في شكل هرمي، وقد أعد مانيشتوشو ابن سارغون العظيم، من الإمبراطورية الأكدية، التي حكمت الدائرة 2270-2255 قبل الميلاد.
وكداعي للحرب، اقتاد الفولاذ إلى سوزا ملك إلاميتي شوترك - ناخنت في القرن الثاني عشر قبل الميلاد.

## الوصف والغرض

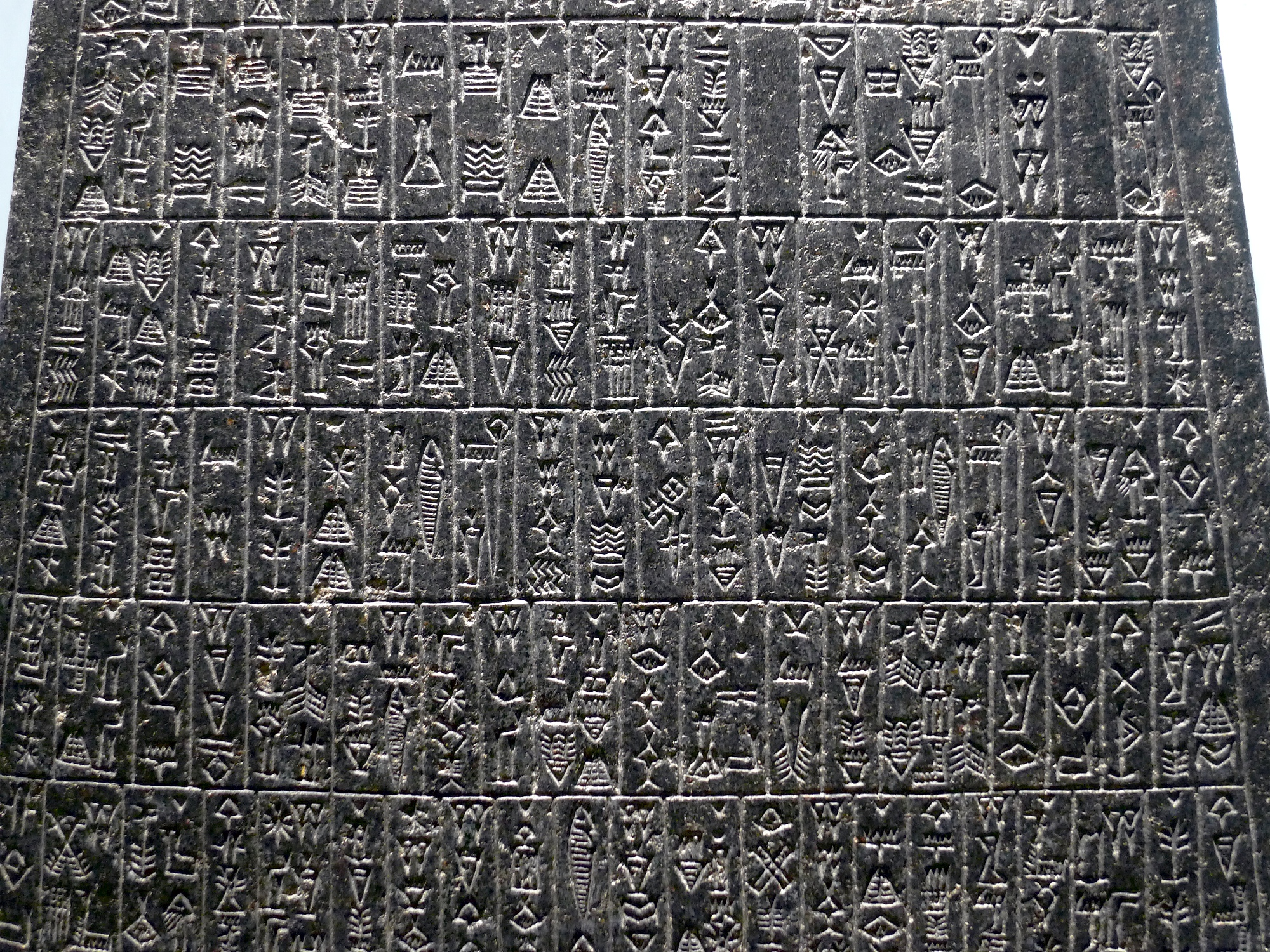
مسلة مانيشتوشو (تفاصيل)، متحف اللوفر

المناطق التي تم تغطيها اليوم هي الإمارات العربية المتحدة وسلطنة.
يبلغ طول مسلة  المانيشتشو 1.4 متر وعرضه 0.6 متر على باتجاهاته الأربعة. وهو مصنوع من حجر الديوريت الأسود، ومنحوتاً  باللغة الأكدية في صفوف أفقية من جميع الجوانب حيث يتم كتابته نحتاً داخل 1519 مربعات مثل السجلات وتم استيراد المواد إلى بلاد سومر من ماجان عمان,  وسجلت على ألواح من الطين: "من وراء الجبال في  الخليج الفارسي وقد قاموا بأخذ وتحميل الحجارة السوداء على متن قوارب في مرسى العقاد ولقد صنعوا تمثالاً مخصصاً لـ إنليل
نص المسلة هو سجل قانوني يسجل توزيع أربع قطع من الأراضي وهي مخصصه لضباطه وذلك لسيطرته على كيش.

## إيلشو ربيع
اسم Ilšu-rabi يظهر بصفته حاكم Pashime في نقش Manishtushu Obelisk ، في العديد من الإشارات لابنه Ipulum ، الذي يُقال إنه:

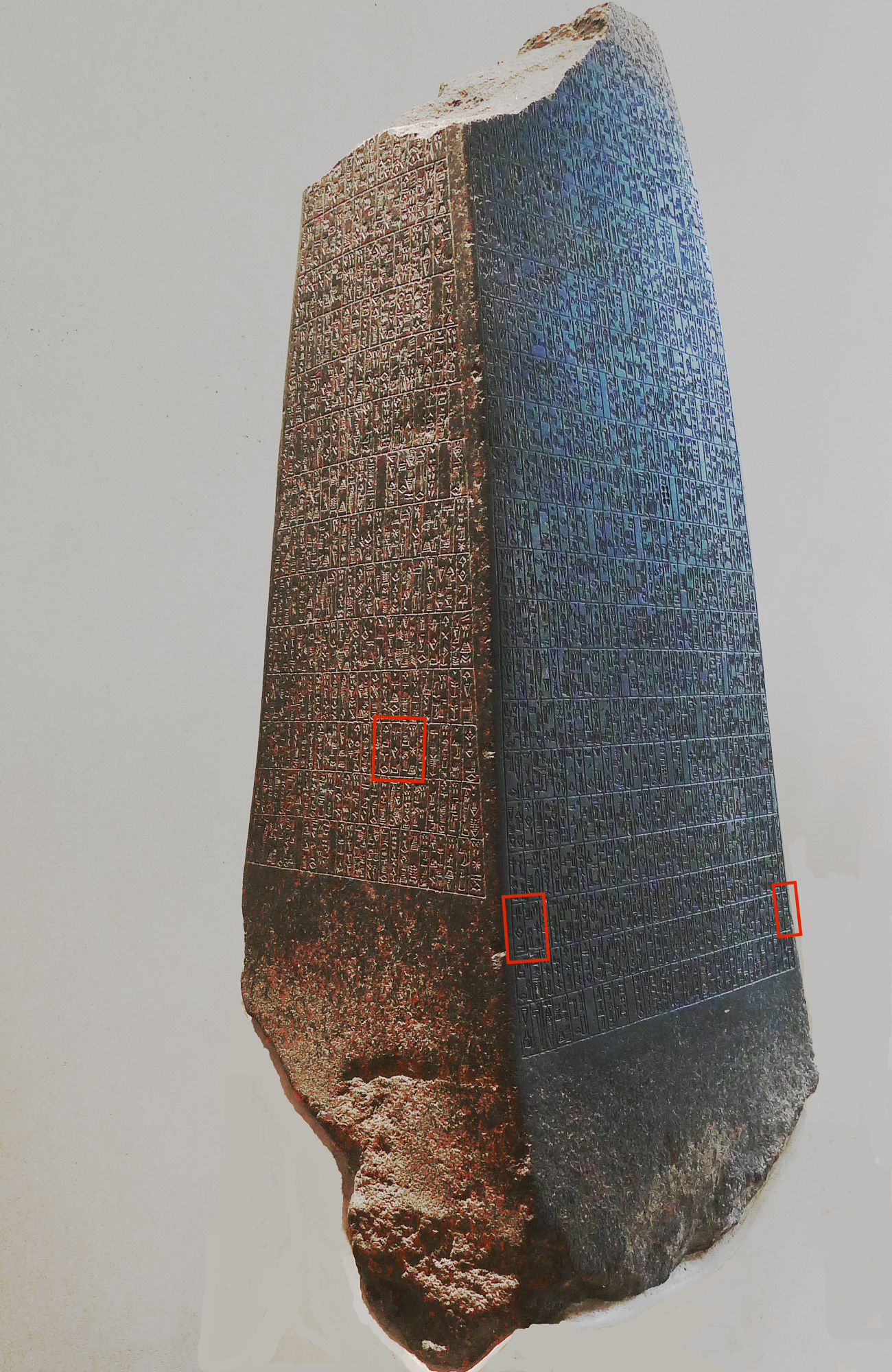
يظهر "Ilšu-rabi ، حاكم Pashime" في مسلة Manishtushu
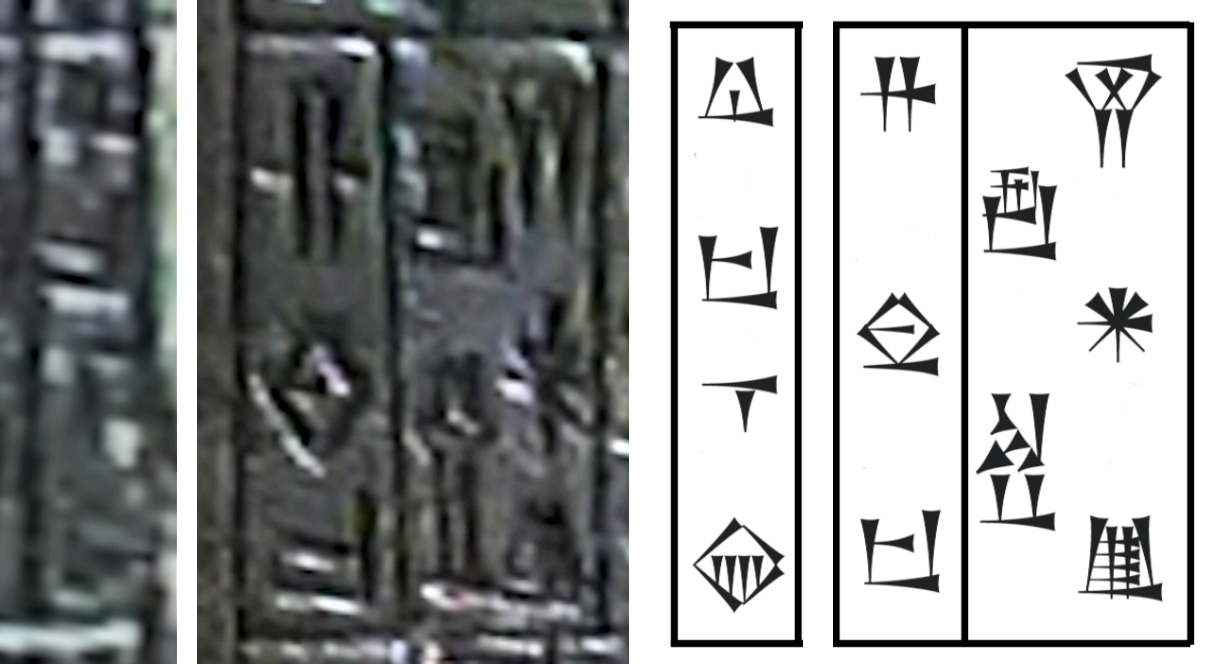
"ابن إلشو ربيع حاكم / باشيم" على مسلة مانيشتوشو (العمودان 22 و 23 ، السطح ج).
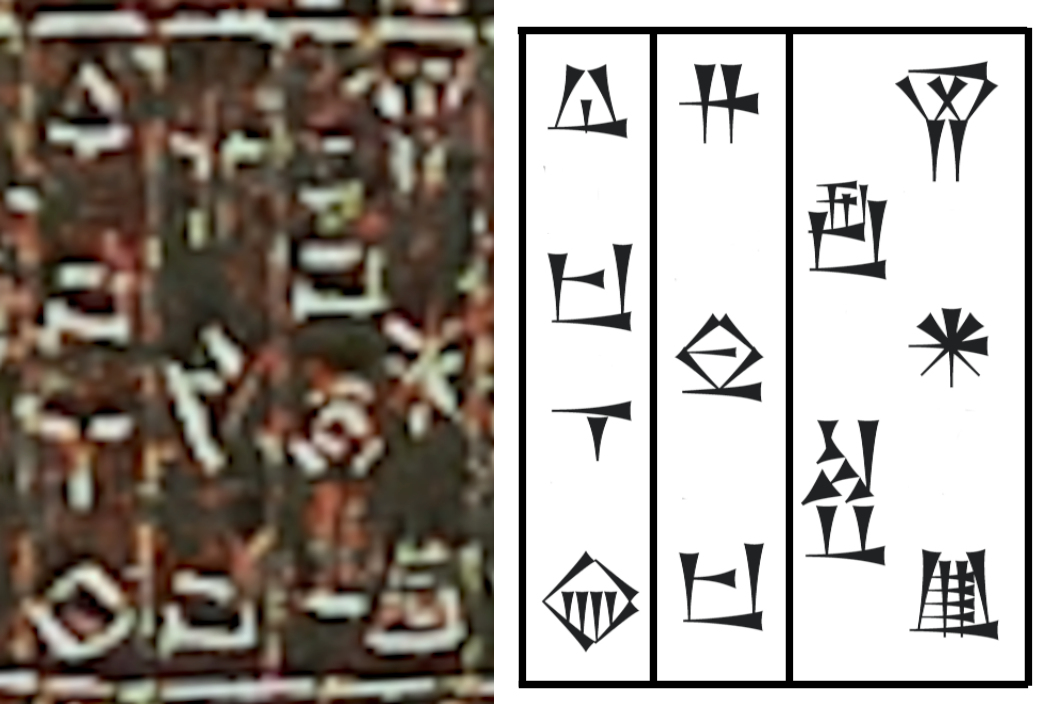
"ابن إيلشو-ربيع ، حاكم باشيم" على مسلة مانيشتوشو (العمود 15 ، السطح د).

## روابط خارجية
- مسلة مانيشتوسو، آثار الشرق الأدنى، متحف اللوفر